# Dino Zandegù
Dino Zandegu, nacido el 31 de mayo de 1940 en Rubano (Italia) es un antiguo ciclista italiano. Destacan sus seis victorias de etapa en el Giro de Italia y su triunfo en el Tour de Flandes.

## Palmarés
| 1962 - Campeón del mundo en contrarreloj por equipos 1963 - 2º en contrarreloj por equipos de los Juegos Mediterráneos - 2º en la carrera en línea de los Juegos Mediterráneos - 2º en el Campeonato del mundo en contrarreloj por equipos 1965 - Giro de la Romagna 1966 - Tirreno-Adriático, más 1 etapa - 1 etapa del Giro de Cerdeña - 2 etapas del Giro de Italia 1967 - Tour de Flandes - Trofeo Matteotti - Giro di Campania - 1 etapa de la Tirreno-Adriático - 2 etapas en el Giro de Italia y clasificación por puntos - Copa Ciudad de Busto Arsizio | 1968 - Trofeo Masferrer - 1 etapa de la Vuelta a Cataluña - 3 etapas del Giro de Cerdeña 1969 - Trofeo Masferrer - Trofeo Jaumendreu - Giro de la Romagna - 1 etapa del Giro de Cerdeña - 1 etapa de la París-Niza - 1 etapa de la Volta a Cataluña 1970 - 1 etapa de la Vuelta a Suiza - 1 etapa del Giro de Italia - 1 etapa del Tour de Romandía 1971 - 1 etapa del Giro de Italia |

## Resultados en Grandes Vueltas y Campeonatos del Mundo
Durante su carrera deportiva ha conseguido los siguientes puestos en las Grandes Vueltas y en los Campeonatos del Mundo en carretera:
| Carrera         | 1963 | 1964 | 1965 | 1966 | 1967 | 1968 | 1969 | 1970 | 1971 | 1972 |
| --------------- | ---- | ---- | ---- | ---- | ---- | ---- | ---- | ---- | ---- | ---- |
| Giro de Italia  | -    | 73.º | 29.º | 11º  | 18º  | -    | 27.º | 60.º | 52.º | Ab.  |
| Tour de Francia | -    | -    | -    | -    | -    | -    | 36º  | -    | -    | -    |
| Vuelta a España | -    | -    | -    | -    | -    | Ab.  | -    | -    | -    | Ab.  |
| Mundial en Ruta | -    | -    | -    | -    | 35º  | -    | 33º  | Ab.  | -    | -    |

-: no participa

Ab.: abandono